# Karin Schlüter
Karin Schlüter (Hamburgo, 12 de marzo de 1937) es una jinete alemana que compitió en la modalidad de doma.
Participó en los Juegos Olímpicos de Múnich 1972, obteniendo una medalla de plata en la prueba por equipos (junto con Liselott Linsenhoff y Josef Neckermann). Ganó una medalla de oro en el Campeonato Mundial de Doma de 1974 y tres medallas en el Campeonato Europeo de Doma, en los años 1973 y 1975.

## Palmarés internacional
| Juegos Olímpicos   | Juegos Olímpicos       | Juegos Olímpicos  | Juegos Olímpicos |
| Año                | Lugar                  | Medalla           | Categoría        |
| ------------------ | ---------------------- | ----------------- | ---------------- |
| 1972               | Múnich (RFA)           | Medalla de plata  | Por equipos      |
| Campeonato Mundial |                        |                   |                  |
| Año                | Lugar                  | Medalla           | Categoría        |
| 1974               | Copenhague (Dinamarca) | Medalla de oro    | Por equipos      |
| Campeonato Europeo |                        |                   |                  |
| Año                | Lugar                  | Medalla           | Categoría        |
| 1973               | Aquisgrán (RFA)        | Medalla de oro    | Por equipos      |
| 1975               | Kiev (URSS)            | Medalla de oro    | Por equipos      |
| 1975               | Kiev (URSS)            | Medalla de bronce | Individual       |